# Dysplastischer Nävus

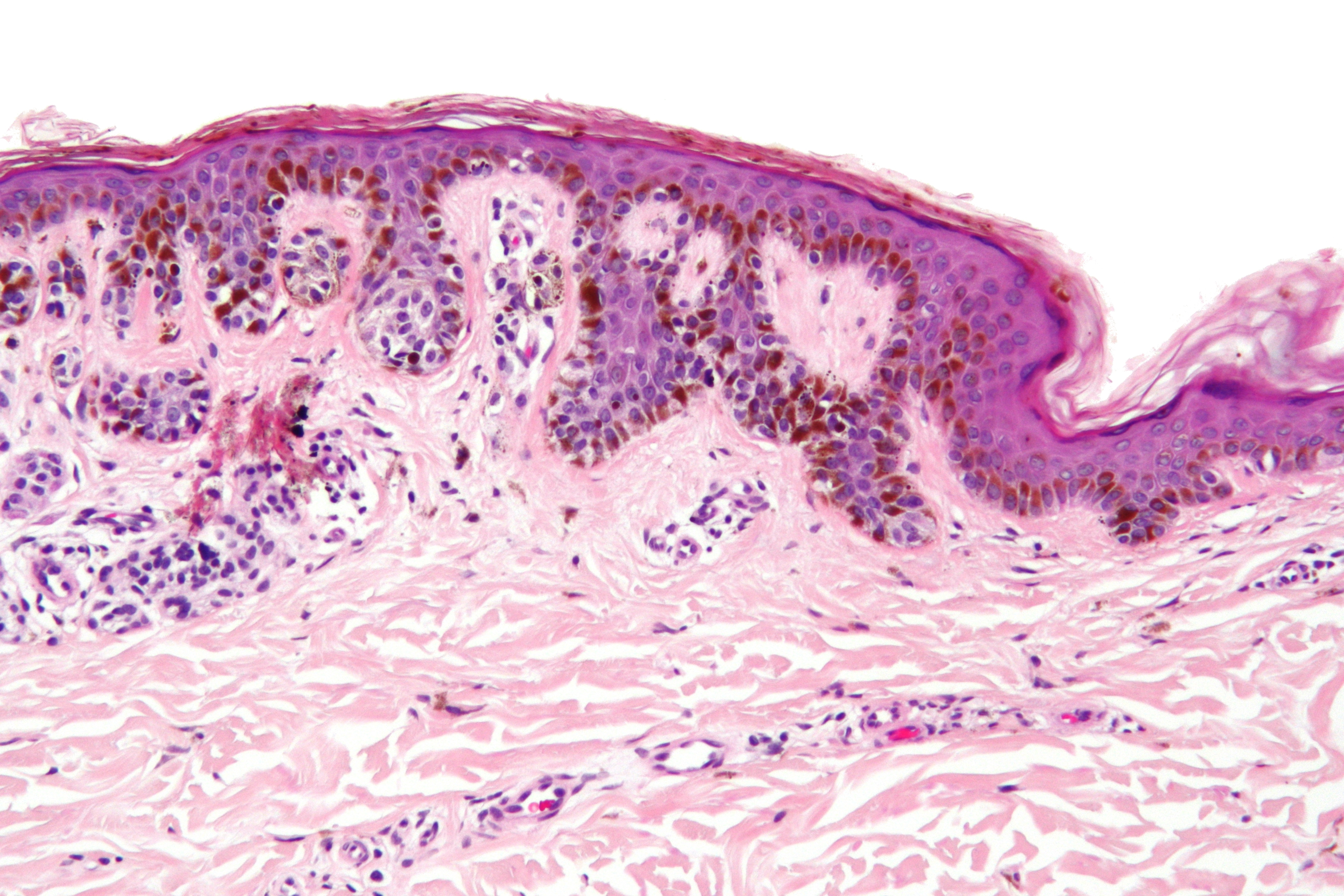
Mikrofoto von einem dysplastischen Nävus. HE-Färbung.

Ein Dysplastischer Nävus (auch Dysplastischer melanozytärer Nävus, Clarks Nävus oder Atypischer Nävus) ist eine gutartige (benigne), erworbene, pigmentierte (melanozytische) Neubildung (Neoplasie) der Haut, die wahrscheinlich eine proliferative Phase im Lebenszyklus eines gewöhnlichen erworbenen Muttermals ist und damit eine Variante dieser. Im Aussehen teilen sie sich einige Eigenschaften mit dem Melanom, dem schwarzen Hautkrebs: Asymmetrie, unregelmäßige Ränder, verschiedene Farben innerhalb des Hautflecks und Durchmesser von mehr als fünf Millimeter, was ihre Unterscheidung vom Melanom klinisch und histologisch erschweren kann. In der feingeweblichen Untersuchung (Histologie) zeigen sich architektonische Unordnung, zelluläre Atypien und unterschiedliche Grade an Entzündungen und Fibrosen. Dysplastische Nävi entstehen sporadisch oder im Rahmen einer familiären Häufung. UV-Strahlen und genetische Faktoren spielen in ihrer Entstehung eine entscheidende Rolle.
Dysplastische Nävi sind, insbesondere für Personen mit zahlreichen Nävi und/oder mit Melanomen in der familiären Vorgeschichte, ein starker phenotypischer Marker für ein erhöhtes Melanomrisiko. Jedoch entwickeln sich dysplastische Nävi, im Hinblick auf die Gesamtbevölkerung, nur in sehr seltenen Fällen zu einem Melanom.

## Geschichte
Größere und atypische melanozytäre Nävi wurden ursprünglich im Jahr 1978 von Wallace H. Clark jr. und Mitarbeitern bei Patienten mit familiären Melanomen beschrieben. Sie wählten zunächst den Namen „B-K-mole-Syndrom“, bestehend aus den Anfangsbuchstaben der Patienten. Später wurden solche atypischen Nävi ebenso bei sporadischen Melanomen gefunden. David Elder und Clark wählten dafür den Begriff „dysplastische Nävi“. Sie betrachteten diese als Vorläuferversionen und notwendiges Durchgangsstadium zum Melanom, was aus heutiger Sicht nicht mehr zutrifft. Circa zwei Drittel aller Melanome entstehen de novo (von neuem) und circa ein Drittel auf bereits existierenden Nävi, welche nicht vom dysplastischen Typ sein müssen.

## Terminologie
Die Begriffe „Clark-Nävus“, „atypischer Nävus“ und „dysplastischer Nävus“ werden synonym verwendet.
Im Jahr 1992 empfahlen die US-amerikanischen National Institutes of Health den histologischen und klinischen Terminus „dysplastischer Nävus“ durch „atypischen Nävus“ zu ersetzen. Auch sollten histologische Befunde solcher Läsionen besser als „nevi with architectural disorder“, begleitet von einer Beschreibung des Grades der melanozytären Atypie, bezeichnet werden.
Die früheren englischen Begriffe „B-K mole“ und „B-K mole syndrome“ werden nicht mehr verwendet.

## Epidemiologie
Bei weißen Menschen kommen dysplastische Nävi mit einer Häufigkeit (Prävalenz) von zwei bis zehn Prozent vor. Diese Schwankungsbreite wird teilweise mit Unterschieden in den Diagnosekriterien erklärt. Bei Patienten, die bereits an einem Melanom erkrankt waren, liegt die geschätzte Prävalenz für dysplastische Nävi bei 30 bis 60 Prozent.

## Klinik
Dysplastische Nävi entstehen meist am Rumpf oder den Extremitäten. Sie können jedoch grundsätzlich an allen Stellen der Haut entstehen. Die Nävi teilen sich im Aussehen einige Charakteristiken mit Melanomen.
Merkmale des Erscheinungsbildes, die für einen dysplastischen Nävus sprechen:
- Durchmesser von mehr als fünf Millimeter
- Prominente Anteile des Flecks, gelegentlich mit Papel in der Mitte
- Pflastersteinartige Oberfläche
- Asymmetrie in Farbe und Form
- gekerbte, unregelmäßige oder undefinierte Ränder, die fließend in das Nachbarhautgewebe übergehen
- Vielfarbig, mit Pink, (Dunkel-)Braun oder Beige. (Andere Farben wie Rot, Blau oder Weiß deuten eher auf ein Melanom hin)

Der sehr seltene Übergang in ein Melanom kann sich als neue, punktartige, dunklere Pigmentation oder als leichte Erhebung manifestieren.
Das Erkennen von auffälligen Leberflecken („Hässliches Entlein“) zur Hautkrebsvorsorge, bei dem nach untypischen Flecken gesucht wird, die von der Mehrzahl der anderen Flecken abweichen, gilt genauso für Personen mit vielen dysplastischen Nävi.

## Verlauf und Prognose
Von Bedeutung bei dysplastischen Nävi sind ihr Zusammenhang mit einem erhöhten Melanomrisiko. Personen mit dysplastischen Nävi haben ein drei bis 20-fach höheres Melanomrisiko als Personen ohne diese Hautveränderung.
Das Melanomrisiko steigt wie bei einer Dosis-Wirkungs-Kurve mit der Anzahl an dysplastischen Nävi. Es ist dabei am größten für Personen mit dysplastischen Nävi und gleichzeitig einer Melanomvorerkrankung oder gleichzeitig familiärem Vorkommen von Melanomen.
In einer Metaanalyse von Observationsstudien aus dem Jahr 2005 war das relative Melanomrisiko beim Vorhandensein von fünf dysplastischen Nävi um das rund sechsfache erhöht, im Vergleich zu keinem dysplastischen Nävus.

## Therapie
Die Therapie umfasst eine gründliche Hautuntersuchung und gegebenen Falls eine Dermatoskopie oder Ganzkörperfotografie.
Das prophylaktische Exzidieren von dysplastischen Nävi wird generell nicht empfohlen. Das Risiko, dass ein individuelles dysplastisches Nävus sich zum Melanom entwickelt, ist insgesamt sehr gering. Die meisten Melanome entstehen „de novo“, also unabhängig von dysplastischen Nävi.
Dysplastische Nävi, die sich in irgendeiner Weise verändern, neu auftreten oder solche, die nach ärztlicher Untersuchung unter Melanomverdacht stehen, sollten chirurgisch exzidiert und feingeweblich untersucht werden. Dysplastische Nävi müssen lebenslang – in Zeitabständen je nach individuellem Risiko – vom Hautarzt kontrolliert werden. Eckpfeiler der Behandlung sind ebenso das Anleiten zur Selbstuntersuchung der Haut und der allgemeine Schutz vor Sonnenstrahlung.